# Pfarrhof Maria Rain
Der Pfarrhof Maria Rain ist ein denkmalgeschützter Bau in Maria-Rain im Landkreis Oberallgäu im bayerischen Regierungsbezirk Schwaben.
Der Hof steht in unmittelbarer Nähe der ältesten Wallfahrtskirche des Allgäus.

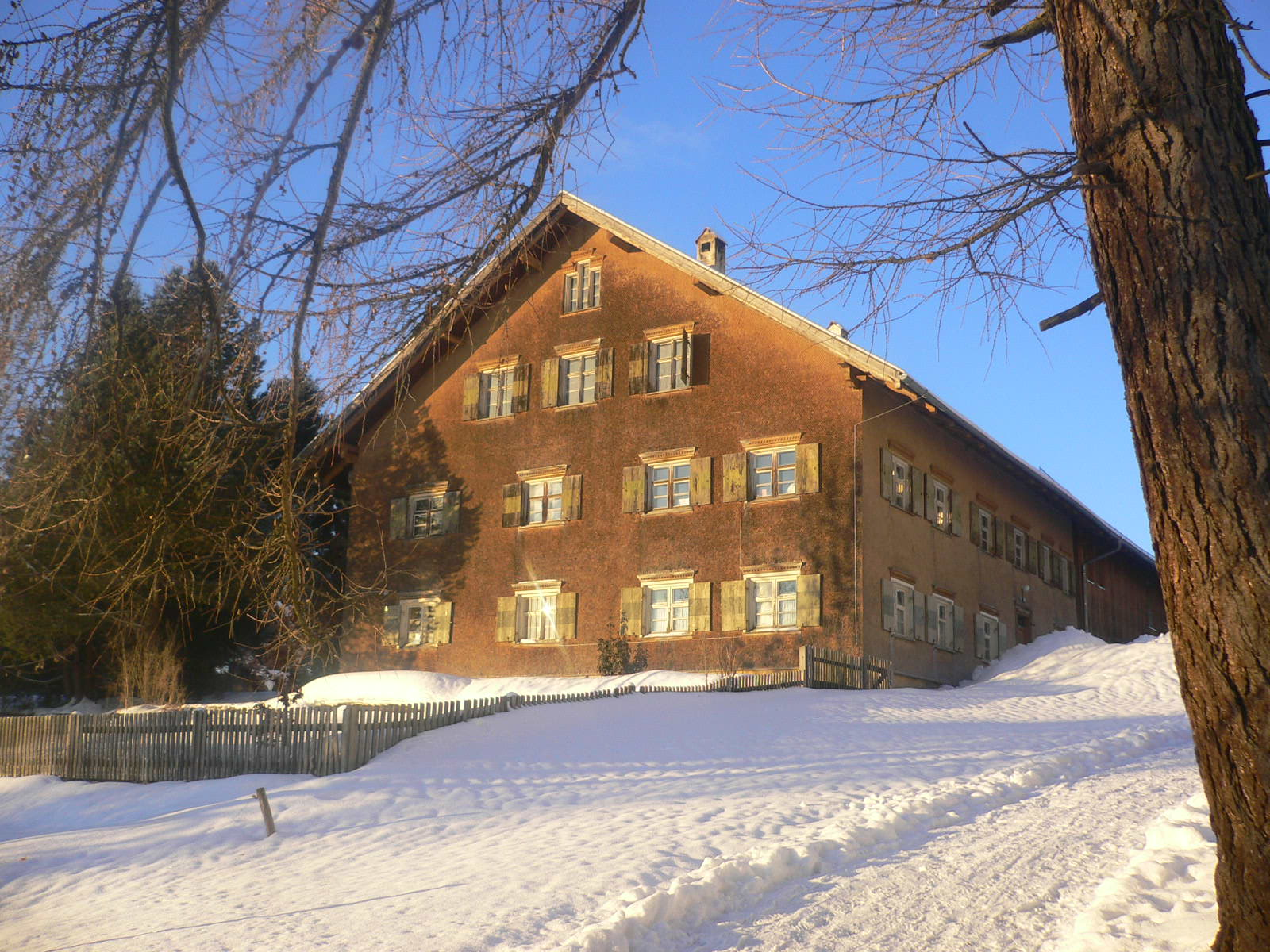
Pfarrhof in Maria-Rain

## Geschichte

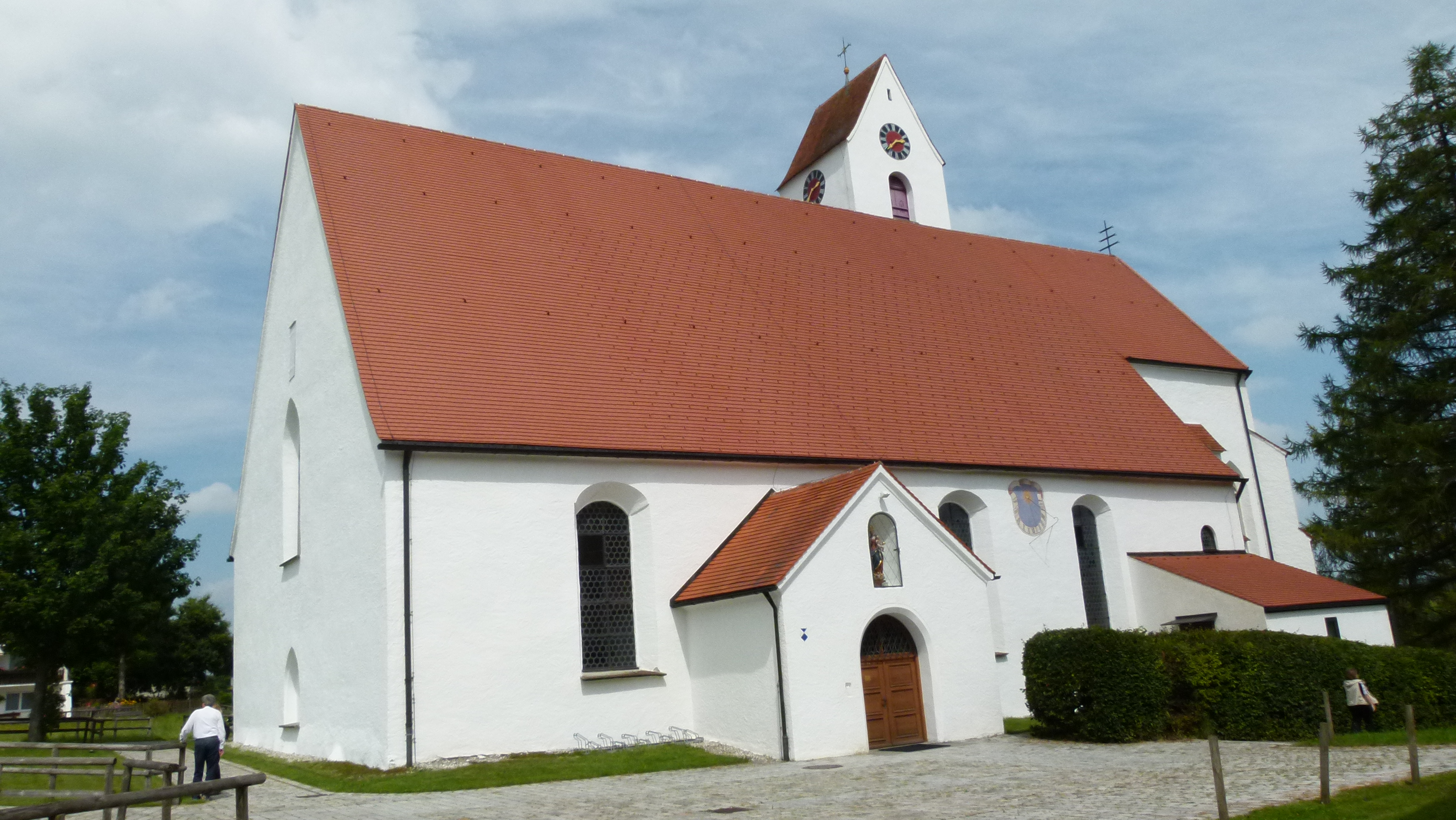
Wallfahrtskirche Maria-Rain

Der Bau der heutigen Wallfahrtskirche wurde 1496 vom Augsburger Bischof Friedrich II. von Zollern genehmigt. Vorausgegangen war eine Stiftung von Kardinal Peter von Schaumberg, ebenfalls Bischof von Augsburg, im Jahr 1439. 1648 erfolgt aus Dankbarkeit für den Frieden die Einwölbung des Langhauses. Zu Beginn des 18. Jahrhunderts werden die gotischen Fenster durch Rundbogenfenster ersetzt. Neue Ausstattungen kommen in die Kirche (Skapulieraltar von Nikolaus Babel, das Altarbild des Hl. Hyazinth von Paul Zeiller). Nach dem Dreißigjährigen Krieg kam die Marienwallfahrt zu neuer Blüte. In diese Zeit fällt die Errichtung des heutigen Pfarrhofes. Er steht in unmittelbarer Nähe der Kirche und bildet zusammen mit dieser ein architektonisches Ensemble.
Bereits 1443 wird der Ankauf eines Widumgutes samt Haus nahe der Kirche durch Hans Bach aus Wertach erwähnt. Dieser war 1439 von Kardinal Peter zum ersten Kaplan vom „Wertach-Rain“ ernannt worden. An St. Laurentius 1443 erwarb er von Peter Hensel aus Buchen Haus und Feld zum Preis von 81 Pfund Heller. Im unteren Stockwerk des heutigen Pfarrhofes bestehen noch Reste des von Hans Bach angekauften Gebäudes. Sein Nachfolger, Dr. Ulrich Bach aus Wertach, kaufte an Martini 1458 von Heinz Schaul zu Buchen Haus und Hof samt allem Feld um 37 Pfund Heller und am Bruno-Tag 1463 erwarb er das Gut von Hans Zimmermann zu Guggenmoos, das wegen Überschuldung dem Benefizium Maria Rain zugefallen war. Dieses Gut wurde 1648 wieder verkauft, da das Haus im Schwedenkrieg abbrannte.

## Bau

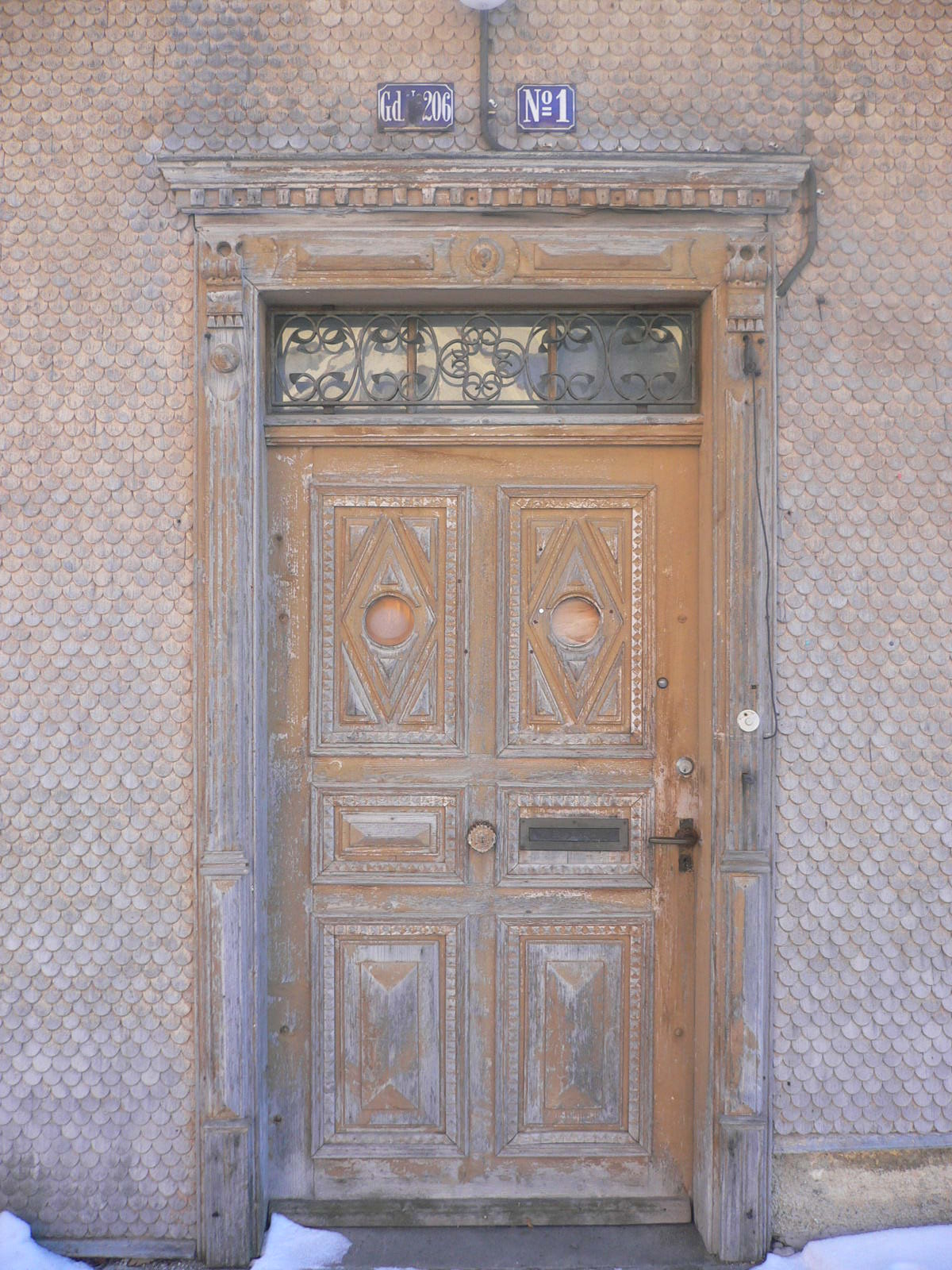
Haustüre

1720 wurde der jetzige Pfarrhof anstelle des alten Gebäudes von Baumeister Mathäus Roth erbaut. Der Blockbau ist außen vollkommen mit Schindeln verkleidet. An den Fenstern wurden Gesimse angebracht und die Haustüre kunstvoll (im Stile der Renaissance?) gestaltet. Erst 1870 ist das landwirtschaftliche Gebäude (Stall, Tenne und Hakenschopf) angebaut worden. 1975 wurde das marode Dach saniert und der Dachstuhl stabilisiert. Im westlichen Teil des Gebäudes ist seit 1998 das Pfarrheim mit Pfarrsaal und Räumen für die örtlichen Vereine untergebracht.
Seit den letzten Baumaßnahmen hat sich der Zustand der Bausubstanz deutlich verschlechtert. Am 24. Mai 2009 wurde daher ein „Verein zur Erhaltung des alten Pfarrhofes in Maria Rain“ gegründet, der 2012 über 50 Mitgliedern zählt.

## Bewohner
Von den auf die beiden Bachs folgenden Benefiziaten lassen sich bis 1630 nur wenige Namen auflisten. Pfarrer Weißkopf aus Mittelberg war von 1630 bis 1636 Seelsorger in Maria Rain, danach Pater Sylvan Herzog vom Kloster Ottobeuren. Ihm folgte der Bruder des Abtes Gregor Reubi aus Ottobeuren, der Benefiziat Pater Aemilian Reubi. Dieser tauschte mit dem Hindelanger Pfarrer Kaspar Scholl.
1660 übernahm Balthasar Kirchmayer, der die Skapulierbruderschaft errichtete. Er vergrößerte das Widumgut bis 1707 durch den Ankauf von Gründen und Weiderechten. Sein Nachfolger Balthasar Rietzler aus Oberstdorf veränderte 1707 die Altäre so, wie sie heute stehen. Nach 39 Jahren folgten ihm Benefiziat Seifried und Hindelang. Nach dem Tod des Benefiziaten Alois Zweng setzten sich die Bewohner Maria Rains für die Errichtung einer eigenen Pfarrei ein und nach fünf Jahren Streit wurde am 30. Mai 1830 die Erhebung zur Pfarr-Expositur veröffentlicht. Der erste Pfarrer war Sebastian Schmid aus Scheidegg. Unter Pfarrer Joseph Spiegele wurde Maria Rain 1852 eine selbständige Pfarrgemeinde. Als weitere Bewohner des Pfarrhofes sind dokumentiert Alexander Gerstbacher von Linsen (1872–1879), Joseph Schelbert aus Sigishofen (1879–1887), der auch Bauer und Reichstagsabgeordneter war, Johann B. Karg aus Kempten (1887–1915), Franz Xaver Kugelmann aus Weiler (1915–1930), Otto Schmid aus Immenstadt (1930–1938), Karl Kotter aus Donauwörth (1938–1940), Friedrich Heine (1940–1953), Alois Roßmanith aus Olmütz im Sudetenland (1953–1964) und zuletzt Friedrich Rosenberger aus Innsbruck (1965–1990).
Seit 1990 steht der Pfarrhof leer.